# 日本ホテル&レジデンシャル投資法人
日本ホテル&レジデンシャル投資法人（にっぽんホテルアンドレジデンシャルとうしほうじん）は、東証上場のJ-REITである。2016年に大江戸温泉リート投資法人（おおえどおんせんリートとうしほうじん）として、大江戸温泉物語グループ傘下の世界初の温泉特化型の不動産投資法人として設立されたが、2023年にホテル・住宅複合型となった後アパグループの傘下となり、2024年2月27日付で現商号に変更された。

## 概要
2016年の本REIT組成時、大江戸温泉HDでは、当時同社がまだ未進出であった九州・北海道両地域にも進出するなど出店を加速させることや、大都市圏からそれほど遠くないエリアに進出する「大江戸モデル」に基づいた出店についても強化することを目論んでいた。しかしながら、そのためにはかなりの資金需要が生じることから無借金経営を基としていた大江戸温泉HDは投信法に基づくREIT（リート、不動産投資信託）を組成し、市場への上場をさせることによって、本資金需要を補おうとした。その結果、200億円規模の資金調達を得られる本REITを組成し上場させる運びとなったが、温泉特化型REITがこれまで世界には存在していなかったこともあり、温泉及び温泉旅館などに特化したREITとしては、このREITが世界で初のものとなった。なお、上場申請にあわせて東京証券取引所に提出された資料によれば、本REITは、その投資総額のうちの約80%を温泉関連施設への投資とする方針であるとされている。
本REITの上場申請が受理された時点の有価証券届出書などによると、大江戸温泉物語伊勢志摩、伊東ホテルニュー岡部、大江戸温泉物語あたみ、大江戸温泉物語土肥マリンホテル、大江戸温泉物語あわら、大江戸温泉物語かもしか荘、大江戸温泉物語伊香保、大江戸温泉物語君津の森を大江戸温泉物語から、大江戸温泉物語レオマリゾートを香川県観光開発から取得予定であるとしている。
2023年5月期に投資対象に住居等を追加し、2023年11月期には4件の賃貸マンションを取得した。
2023年12月19日に、メインスポンサーが大江戸温泉物語グループからアパグループに変更した。資産運用会社については、その株式100%を大江戸温泉物語株式会社からアパホールディングス株式会社が取得し、その商号は「大江戸温泉アセットマネジメント株式会社」から「アパ投資顧問株式会社」に変更された。2024年2月27日付で日本ホテル&レジデンシャル投資法人に商号変更となった。

## 沿革
2016年3月28日、設立企画人である大江戸温泉アセットマネジメントにより投信法第69条第1項に基づく本REITの設立に係る届出が行われた。
2016年3月29日、投信法に基づいて、大江戸温泉HD傘下の各社から売却を受けた不動産などからなる投資法人の資産を主として、当該資産に対する投資運用を行うことを目的に、本REITが組成され、設立の登記がなされた。これを以って、正式に本REITが成立している。
2016年4月4日、資産運用委託先に大江戸温泉アセットマネジメントを、資産保管会社、投資主名簿等管理人、及び一般事務のうち機関運営業務の受託者に三井住友信託銀行を、一般事務業務のうち会計及び税務に関する業務の受託者に税理士法人平成会計社を選定し、同日付で契約を締結した。
2016年5月13日、内閣総理大臣による投信法第187条に基づく本REITの登録の実施がなされた（登録番号:関東財務局長 第119号）。
2016年7月29日、野村證券を主幹事とする形で東証REIT市場に新規上場することが公告された。なお、本上場においては、主幹事である野村證券の他に、SMBC日興証券も引受シンジケート団に参加している。あわせて同日付で有価証券届出書を提出。
2016年8月31日、東証REIT市場に上場。

## ポートフォリオ
2025年9月4日現在で23物件、取得価格49,231百万円。アパグループがスポンサーになってからはアパからもホテルや住居を取得しており大江戸温泉施設の比率を下げている。
余暇活用型施設
- 大江戸温泉物語 レオマリゾート（香川県丸亀市）
- 大江戸温泉物語 伊勢志摩（三重県志摩市）
- 伊東ホテルニュー岡部（静岡県伊東市）
- 大江戸温泉物語 あたみ（静岡県熱海市）
- 大江戸温泉物語 土肥マリンホテル（静岡県伊豆市）
- 大江戸温泉物語 あわら（福井県あわら市）
- 大江戸温泉物語 伊香保（群馬県渋川市）
- 鬼怒川観光ホテル（栃木県日光市）
- 大江戸温泉物語 東山グランドホテル（福島県会津若松市）
- アパホテル 浅草橋駅前 (東京都台東区)
- アパホテル なんば南大国町駅前 (大阪府大阪市浪速区)
- アパホテル 岐阜羽島駅前 (岐阜県羽島市)

アコモデーション施設
- エルプレイス宮崎台（神奈川県川崎市）
- JMRレジデンス新大阪（大阪府大阪市）
- K.緑地（大阪府吹田市）
- フィール白山公園・新潟白山公園ビル（新潟県新潟市）
- INSURANCE BLDG Ⅷ（豊四季) (千葉県柏市)
- アーバンフラッツ新川崎 (神奈川県川崎市)
- 押上パークスクエア (東京都墨田区)
- U residence喜多見 (東京都狛江市)
- U residence武蔵小金井 (東京都小金井市)
- T's eco川崎 (神奈川県川崎市)
- レジデンス幕張アリーナシティ (千葉県千葉市)

譲渡済
- 大江戸温泉物語 長崎ホテル清風（長崎県長崎市）
- 大江戸温泉物語 かもしか荘（栃木県那須塩原市）
- 大江戸温泉物語 君津の森（千葉県君津市）
- 大江戸温泉物語 幸雲閣（宮城県大崎市）
- 大江戸温泉物語 きのさき（兵庫県豊岡市）

## 出資法人の概況 (2020年11月30日現在)

### 出資の状況
- 発行可能投資口総数 - 10,000,000口
  - 発行済投資口数 - 235,347口
  - 投資主数 - 19,352名(前期末比▼206名)

### 投資口に関する事項(上位10名)
| 氏名又は名称                                           | 所有投資口数(口) | 発効済投資口の総口数に対する 所有投資口数割合(%) |
| ------------------------------------------------------ | ---------------- | ------------------------------------------------ |
| 日本マスタートラスト信託銀行株式会社(信託口)           | 24,022           | 10.20                                            |
| 日本カストディ銀行(信託口)                             | 15,089           | 6.41                                             |
| 野村信託銀行株式会社(信託口)                           | 10,287           | 4.37                                             |
| 大江戸温泉物語株式会社                                 | 9,246            | 3.92                                             |
| 日本カストディ銀行(証券投資信託口)                     | 4,207            | 1.78                                             |
| 三菱UFJモルガン・スタンレー証券株式会社                | 3,671            | 1.55                                             |
| DFA INT'L REAL ESTATE SECURITIES PORTFOLIO             | 3,149            | 1.33                                             |
| BNYM SA/NV FOR BNYM FOR BNYM GCM CLIENT ACCTS M ILM FE | 3,030            | 1.28                                             |
| 米沢信用金庫                                           | 3,000            | 1.27                                             |
| 播州信用金庫                                           | 2,880            | 1.22                                             |